# Іванський Роман Іванович
Рома́н Іва́нович Іва́нський (* 1 січня 1945, Київ) — український баяніст, лауреат Шевченківської премії 1985 року Заслужений артист УРСР (1987). Народний артист України (1995).

## Життєпис
1967 року закінчив Київську консерваторію, учителем був Марко Геліс.
З 1979 року приєднався до «Явора» як акомпаніатор, згодом художній та музичний керівник квартету.
Лауреат Шевченківської премії 1985 року — за концертні програми 1982—1984.
В його творчому доробку обробки та аранжування для квартету «Явір» —
- «Визволителі» (слова Василя Юхимовича, музика Анатолія Пашкевича),
- «Ехал я из Берлина» (слова Льва Ошаніна, музика Ісаака Дунаєвського),
- «Крізь віки» (музика Олександра Білаша, слова Дмитра Павличка), популярні пісні:
- О. Білаша «Два журавлі», «Смерека» (слова Михайла Ткача),
- «Долиною туман тече», «Два кольори» (слова Д. Павличка),
- «Цвітуть осінні тихі небеса» (слова Андрія Малишка), жартівливі — «Все у мене навпаки», «Гандзя», «Гей видно село», «Діброва зелена», «Їхав козак за Дунай», «Невдале залицяння» (вінок з гуцульських пісень), «Ой під вишнею», «Ой чорна я си чорна», «По садочку ходжу», «Удовицю я любив», романси Миколи Лисенка «Коли розлучаються двоє» (слова Г. Гейне) та «Тече вода з-під явора» (слова Т. Шевченка).

2006 року вийшов друком посібник «Осіннє золото. Оригінальні перекладення пісень українських та російських композиторів для чоловічого вокального квартету. Навчальний посібник для студентів вищих навчальни закладів».

## Джерело
- Шевченківський комітет [Архівовано 5 березня 2016 у Wayback Machine.]
- Електронічна книжниця [Архівовано 17 березня 2022 у Wayback Machine.]